# Gavião-bombachinha-grande
O gavião-bombachinha-grande ou gavião-bicolor (Astur bicolor) é uma espécie de ave de rapina da família Accipitridae.

Antes era considerado no genêro Accipiter,mas estudos recentes sugerem que o gavião-bicolor é do genêro astur (junto com mais 8 especies)
Pode ser encontrada nos seguintes países: Argentina, Belize, Bolívia, Brasil, Chile, Colômbia, Costa Rica, Equador, El Salvador, Guiana Francesa, Guatemala, Guiana, Honduras, México, Nicarágua, Panamá, Paraguai, Peru, Suriname, Uruguai e Venezuela.
Os seus habitats naturais são: florestas secas tropicais ou subtropicais e florestas subtropicais ou tropicais úmidas de baixa altitude.

## Características
O gavião-bombachinha-grande é uma espécie exclusivamente florestal, e mede de 30 a 42 cm. O adulto apresenta plumagem cinza na parte ventral e cinza-escuro no dorso, com calções alaranjados e cauda com três barras cinzas. Seu peso é de 205 a 250 gramas.

## Subespécies
São reconhecidas quatro subespécies:
- Astur bicolor bicolor (Vieillot, 1817) - ocorre do sudeste do México, na península de Yucatán até as Guianas, Brasil e noroeste do Peru;
- Astur bicolor fidens (Bangs & Noble, 1918) - ocorre no sul do México, na região de Oaxaca, Veracruz e península de Yucatán;
- Astur bicolor guttifer (Hellmayr, 1917) - ocorre da Bolívia até o Paraguai, sudoeste do Brasil, no estado do Mato Grosso e no norte da Argentina;
- Astur bicolor pileatus (Temminck, 1823) - ocorre no Brasil da margem sul do rio Amazonas até o nordeste da Argentina.

## Alimentação
Sua alimentação é constituída de aves, especialmente sabiás (Turdus e Mimus) e pequenas pombas; come também pequenos mamíferos e lagartos. Caça utilizando poleiros para localizar suas presas, ou voando sobre as copas. Um indivíduo foi observado caçando como um falcão, planando a grande altitude e posteriormente fazendo um mergulho picado sobre um grupo de Sicalis flaveola e Zonotrichia capensis.

## Reprodução
Durante o período reprodutivo costuma voar a grandes altitudes, solitariamente ou em pares, realizando uma série de acrobacias e vários mergulhos que são executados após uma sequência de batidas rápidas de asas. Coloca de um a quatro ovos que são incubados durante 33 a 37 dias. A fêmea incuba os ovos na maioria das vezes, e o macho traz o alimento ao ninho. Seu período de incubação é de 33 a 37 dias. Os filhotes ficam sendo alimentados por cerca de sete semanas, embora alguns retornem de vez em quando pelas semanas seguintes de modo que os pais lhe deem algo para comer.

## Hábitos
Trata-se de um accipitriforme florestal de difícil detecção. Devido ao seu comportamento críptico, ele provavelmente tem sido subestimado em levantamentos ornitológicos, podendo ser mais comum do que aparenta.